# Justin Hamilton (cestista 1990)
Justin Anthony Hamilton (Newport Beach, 1º aprile 1990) è un ex cestista statunitense con cittadinanza croata, professionista nella NBA e in Europa.

## Carriera
È stato selezionato dai Philadelphia 76ers al secondo giro del Draft NBA 2012 (45ª scelta assoluta).
Ha segnato 20 punti in 20 minuti di gioco nell'All-Star Game NBDL 2014.

## Statistiche

### College
| Anno      | Squadra           | PG | PT | MP   | TC%  | 3P%  | TL%  | RP  | AP  | PRP | SP  | PP   |
| --------- | ----------------- | -- | -- | ---- | ---- | ---- | ---- | --- | --- | --- | --- | ---- |
| 2008-2009 | Iowa St. Cyclones | 32 | 18 | 13,7 | 57,0 | -    | 65,6 | 2,9 | 0,2 | 0,1 | 0,5 | 4,2  |
| 2009-2010 | Iowa St. Cyclones | 31 | 31 | 21,4 | 61,7 | -    | 70,0 | 5,4 | 0,3 | 0,3 | 1,1 | 6,4  |
| 2011-2012 | LSU Tigers        | 33 | 32 | 30,0 | 49,4 | 25,0 | 78,1 | 7,2 | 0,9 | 0,8 | 1,3 | 12,9 |
| Carriera  | Carriera          | 96 | 81 | 21,8 | 53,5 | 25,0 | 74,1 | 5,2 | 0,5 | 0,4 | 1,0 | 7,9  |

### NBA

#### Regular Season
| Anno      | Squadra            | PG  | PT | MP   | TC%  | 3P%  | TL%  | RP  | AP  | PRP | SP  | PP  |
| --------- | ------------------ | --- | -- | ---- | ---- | ---- | ---- | --- | --- | --- | --- | --- |
| 2013-2014 | Charlotte Bobcats  | 1   | 0  | 4,0  | -    | -    | -    | 0,0 | 0,0 | 1,0 | 0,0 | 0,0 |
| 2013-2014 | Miami Heat         | 7   | 0  | 9,7  | 45,0 | 33,3 | 100  | 1,0 | 0,0 | 0,6 | 0,0 | 3,7 |
| 2014-2015 | Miami Heat         | 24  | 5  | 12,0 | 41,5 | 31,6 | 85,7 | 2,0 | 0,5 | 0,3 | 0,2 | 2,8 |
| 2014-2015 | Minnesota T'wolves | 17  | 9  | 24,9 | 51,3 | 33,3 | 82,5 | 5,1 | 1,4 | 1,1 | 1,5 | 9,0 |
| 2016-2017 | Brooklyn Nets      | 64  | 7  | 18,4 | 45,9 | 30,6 | 75,0 | 4,1 | 0,9 | 0,5 | 0,7 | 6,9 |
| Carriera  | Carriera           | 113 | 21 | 17,4 | 46,4 | 30,9 | 79,8 | 3,6 | 0,8 | 0,5 | 0,6 | 6,1 |

## Palmarès

### Squadra
- Campionato lettone: 1

VEF Riga: 2012-13

### Individuale
- All-NBDL First Team (2014)
- All-NBDL All-Defensive First Team (2014)
- NBDL All-Star (2014)